# Petit Château
Petit Château är en bergstopp i Schweiz. Den ligger i distriktet Martigny och kantonen Valais, i den sydvästra delen av landet, 90 km söder om huvudstaden Bern. Toppen på Petit Château är 2 574 meter över havet.